# Corporação municipal
Uma corporação municipal é o termo utilizado juridicamente, especialmente nos países de cultura anglófona ou germânica, para um órgão de governo local, incluindo (mas não necessariamente limitado a) cidades, condados, vilas, municípios, paróquias, aldeias e burgos. O termo também pode ser usado para descrever uma empresa de propriedade municipal.

## Por país

### Índia

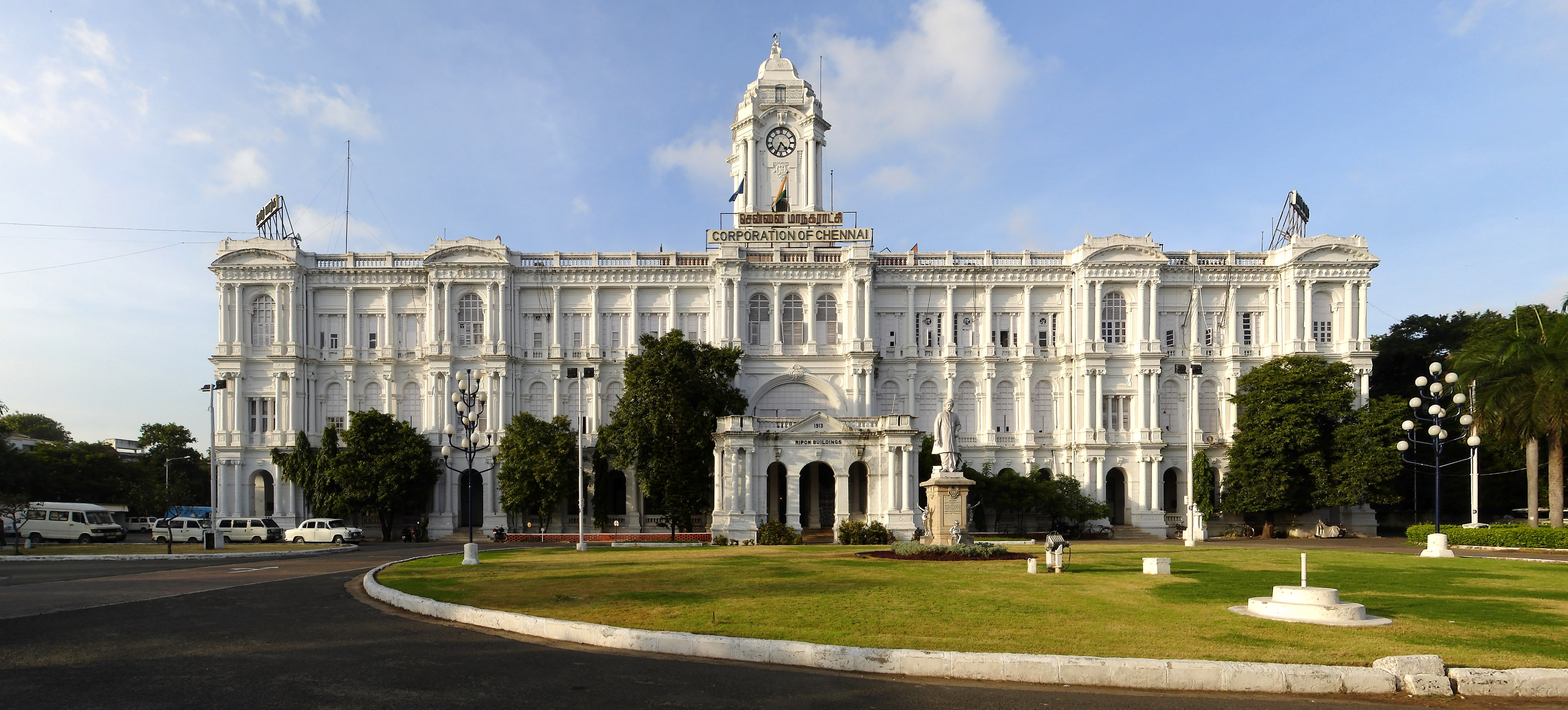
Sede da Corporação de Chennai.

A "Corporação de Chenai" é a mais antiga Corporação Municipal do mundo fora do Reino Unido.

### Irlanda
O título "corporação" foi usado em burgos logo após a conquista normanda até a Lei do governo local de 2001. De acordo com a lei de 2001, os distritos do condado foram renomeados como "cidades" e suas corporações passaram a ser "conselhos municipais"; outras corporações de bairro foram renomeadas "conselhos distritais".
Após a Partição da Irlanda, as corporações no Estado Livre da Irlanda eram Dublin, Cork, Limerick e Waterford (distritos municipais) e Drogheda, Kilkenny, Sligo, Clonmel e Wexford (distritos não condados). Dún Laoghaire ganhou o status de distrito em 1930 como "The Corporation of Dun Laoghaire". O status de distrito de Galway, perdido em 1840, foi restaurado em 1937; foi formalmente denominado "o prefeito, vereadores e burgueses do bairro de Galway", mas referida como "a Corporação".

### Nova Zelândia
O Ato Constitucional da Nova Zelândia de 1852 permitiu que corporações municipais fossem estabelecidas nas novas Províncias da Nova Zelândia. Caiu em desuso após a abolição das Províncias em 1876.

## Corporação municipal como empresas
De acordo com o significado empresarial do termo, corporações municipais são "organizações com status corporativo independente, administradas por um conselho executivo nomeado principalmente por funcionários do governo local e com propriedade pública majoritária". As corporações municipais dependem de receitas provenientes de taxas de utilização, em vez do financiamento através de impostos, embora nem sempre seja esse o caso.
A corporação municipal segue processos de funcionamento diferentes e mesmo deficientes em relação ao panorama institucional dos serviços públicos tradicionais. Se por um lado são considerados menos burocráticas que os organismos tradicionais de Estado, possuem um elevado nível de insucesso (portanto má relação custo-benefício) em suas ações dado seu estatuto jurídico-administrativo como empresa em vez de órgão de gestão da comunidade.